# 车窝草
车窝草（英語：或），也作山萝卜、雪维菜、峨参、细叶峨参、细叶香芹等，是一种一年生香草类植物，和香芹有关。在烹饪过程中，它常常被人们用来调味，是法式混合香料fines herbes的组成部分。